# 아시아케라톱스
아시아케라톱스(Asiaceratops)("아시아의 뿔이 있는 얼굴"이라는 의미)는 초식성 각룡류 공룡의 한 속으로 백악기 후기에 살았다. 화석은 주로 우즈베키스탄에서 발견되었으며 아시아케라톱스로 생각되는 종이 중국과 몽골에서 발견되었다.

## 발견과 명명
모식종인 아시아케라톱스 살소팔루달리스(Asiaceratops salsopaludalis)는 레프 네소프, L.F. 카즈니쉬키나, 그리고 게나디 올레고비치 체레파노프에 의해 1989년에 보고되었다. 속명은 아시아와 "뿔 달린 얼굴" 이란 의미이 케라톱스를 가리키는 것이다. 종명은 "해수 습지의"라는 뜻의 라틴어이다. 같은 논문에서 미크로케라톱스 술키덴스 (Microceratops sulcidens Bohlin, 1953) 이 아시아케라톱스의 두번째 종인 아시아케라톱스 술키덴스(A. sulcidens) 로 재분류되었다.
아시아케라톱스 살소팔루달리스의 완모식표본인 CCMGE 9/12457은 세노마눔절, 약 9900만 년 정도의 나이를 가진 우즈베키스탄의 코드자쿨 층에서 발견된 것이다. 발견된 화석은 왼쪽 상악골의 일부이다. 그 외의 부분적인 화석이 1989년에 발견되어 이 종으로 분류되었으며 여기에는 이빨과 발가락 뼈가 포함된다. 1995년에 네소프는 우즈베키스탄의 세 지역에서 발견한 여러 성장단계의 화석들을 이 종으로 분류하였는데 대부분은 두개골의 일부였으며 상완골 일부도 있었다.
아시아케라톱스는 완모식표본이 매우 불완전하여 종종 의문명으로 간주된다.

## 분류
아시아케라톱스는 각룡류에 속한다. 각룡류는 초식성으로 앵무새 같은 부리를 가지고 북아메리카와 아시아에서 백악기 동안 번성했던 공룡들이다. 이들은 6600만년 전에 백악기가 끝나면서 모두 멸종했다.
1995년에 네소프는 아시아케라톱스를 아시아케라톱스아과로 분류했다. 최근의 분지학적 분석 결과를 보면 아시아케라톱스는 종종 의문명으로 간주됨에도 불구하고 렙토케라톱스과의 원시적인 위치를 차지하고 있다.

## 식성
아시아케라톱스는 다른 각룡류들과 마찬가지로 초식성이었다. 백악기동안 속씨식물은 "지리적으로 제한된 지역에만 분포"하고 있었기 때문에 이들 공룡은 당시에 번성했던 식물인 양치류, 소철류, 그리고 침엽수등을 먹었던 것으로 보인다. 날카로운 부리를 가지고 잎을 뜯어먹었을 것이다.